# Mark O'Connell
Mark O'Connell, född 6 maj 1981, spelar trummor i det amerikanska bandet Taking Back Sunday. Han föddes i Rockville Centre på Long Island, New York. Just nu bor han på Long Island.